# Сорё (город)

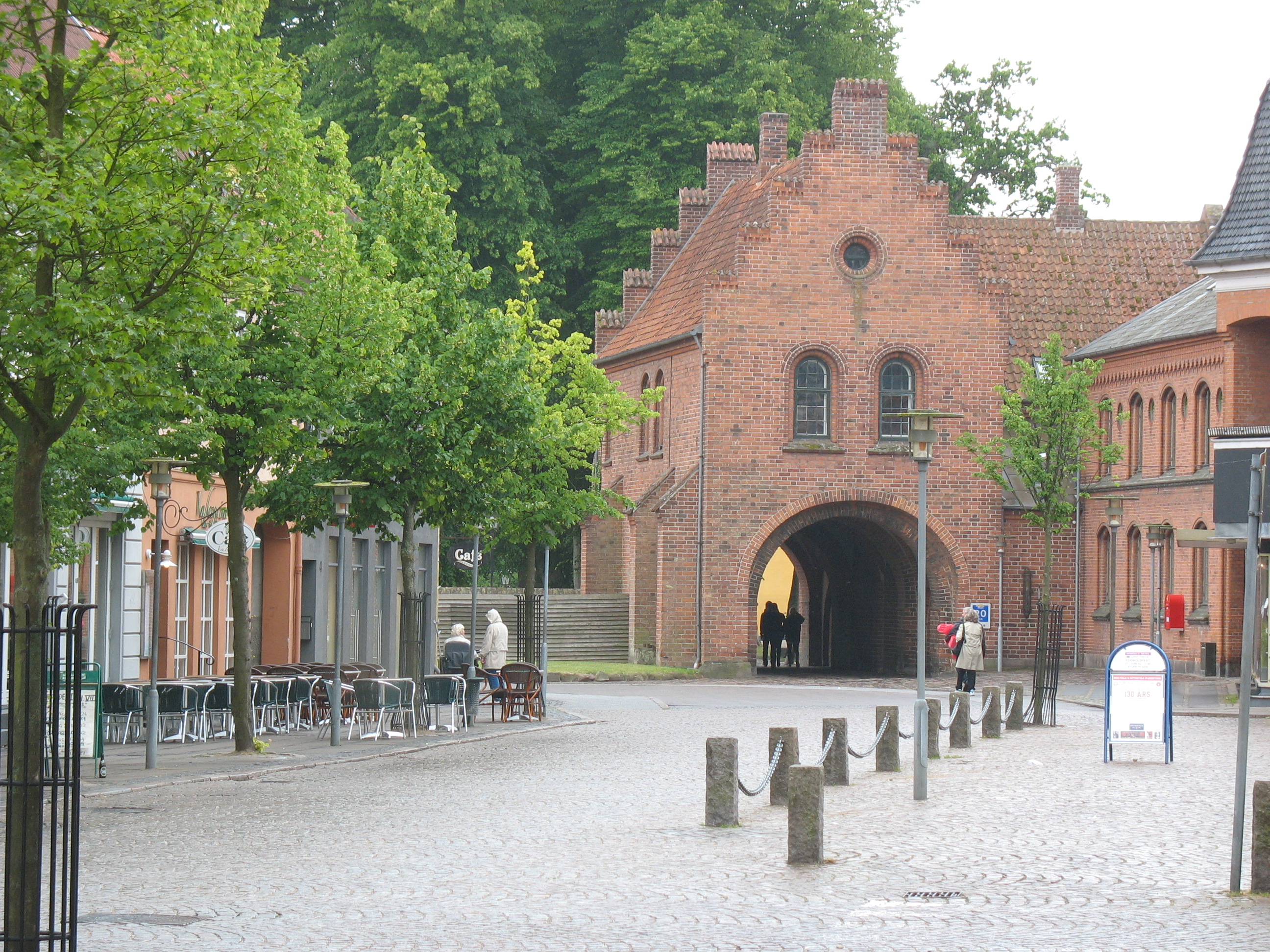
Ворота монастыря Сорё.

Сорё (дат. Sorø) — город в Датском королевстве.

## География
Город Сорё расположен в центре датского острова Зеландия, на главной железнодорожной линии, соединяющей Копенгаген и Фредерисию. Является центром образованной в 2007 году новой, укрупнённой коммуны Сорё и местом административного управления всего региона Зеландия. Географически Сорё лежит как бы на острове, окружённый тремя озёрами.

## История
Город Сорё был основан около 850 лет назад. Первоначально это поселение находилось несколько севернее, близ старого замка Педерсборг. Мельничные руины и каналы близ Сорё являются одними из самых крупных сохранившихся технических сооружений средневековой Дании.
В 8 километрах от города находилось родовое гнездо датского аристократического рода Гвиде, где приёмным сыном воспитывался будущий король Вальдемар I (1157—1182). В 1151 году Ассер Риг из рода Гвиде основывает в Сорё бенедиктинский монастырь (монастырь Сорё). В 1161 году по указанию лундского архиепископа епископа Абсалона, монастырь передаётся цистерцианцам, построенная в том же году монастырская церковь Сорё считается одной из красивейших церковных зданий средневековой Дании. В 1586 году в Сорё в рамках Реформации открывается Академия, включавшая в себя латинскую школу и рыцарскую академию, предназначенная для образования представителей аристократических семей.

## Персоналии
В 1753 году Беренгард из Нордальбингена был назначен доцентом в так называемую Рыцарскую академии.
В Сорё похоронены датские короли Кристофер II (1320—1326), Вальдемар IV Аттердаг (1340—1375) и Олаф III (1376—1387).
В городе:
- Умер Бартолин, Каспар (старший) (1585—1629) — датский учёный, энциклопедист, медик, анатом, профессор медицины и богословия.
- Родился Петерсен, Юлиус (1839—1910) — датский математик.

## Города-побратимы
Города-побратимы:
- Флётсдальсгерад
- Эйдсволл
- Прущ-Гданьски
- Скара